# Herzensbrecher – Vater von vier Söhnen
Herzensbrecher – Vater von vier Söhnen ist eine deutsche Fernsehserie, die im samstäglichen ZDF-Vorabendprogramm ausgestrahlt wurde. Der im Serientitel genannte Vater ist alleinerziehender evangelischer Pfarrer.
Die zehn Folgen der ersten Staffel liefen von November 2013 bis Januar 2014. Danach wurde eine zweite Staffel mit zwölf Folgen in Auftrag gegeben, die von Oktober bis Dezember 2014 gezeigt wurde. Eine dritte Staffel mit zwölf Folgen wurde von Oktober 2015 bis Januar 2016 im ZDF ausgestrahlt. Von Oktober bis Dezember 2016 wurde die vierte Staffel gezeigt. Die Serie wurde nach der vierten Staffel eingestellt.

## Handlung
Am Beginn der Serie „Herzensbrecher“ muss sich eine Familie nach dem Tod der Mutter mit der neuen Situation auseinandersetzen. Der verwitwete Pfarrer Andreas Tabarius, Vater von vier Söhnen im Alter von 6, 13, 17 und 20 Jahren, nimmt eine vakante Stelle in einer evangelischen Gemeinde in Bonn an. Hier beginnt die Geschichte der fünf „Herzensbrecher“. Erzählt wird die Geschichte der Familie und der Alltag eines Pfarrers und seiner Gemeinde.

## Besetzung
● Hauptrolle, (N) Nebenrolle, (G) Gastrolle
| Rolle                    | 1 | 2 | 3   | 4   |
| ------------------------ | - | - | --- | --- |
| Andreas Tabarius         | ● | ● | ●   | ●   |
| Lukas Tabarius           | ● | ● | ●   | (N) |
| Thomas „Tom“ Tabarius    | ● | ● | ●   | ●   |
| Johannes „Jo“ Tabarius   | ● | ● | ●   | ●   |
| Jakobus „Jakob“ Tabarius | ● | ● | (G) |     |
| Bartholomäus „Bart“ Rix  |   |   | ●   | ●   |
| Marie Büchner            |   |   |     | ●   |
| Tim Büchner              |   |   |     | ●   |
| Leonie Büchner           |   |   |     | ●   |

### Hauptdarsteller
| Schauspieler     | Rollenname               | Folgen      | Jahre     | Bemerkungen |
| ---------------- | ------------------------ | ----------- | --------- | --- |
| Simon Böer       | Andreas Tabarius         | 1–46        | 2013–2016 | Pfarrer, Witwer von Natalie, Vater von Jo, Tom, Lukas und Jakob, Großvater von Benjamin, Freund von Marie, Ex-Freund von Katharina                               |
| Gerrit Klein     | Lukas Tabarius           | 1–37, 41–43 | 2013–2016 | Medizinstudent, ältester Sohn von Andreas und Natalie, Bruder von Tom, Jo und Jakob, Vater von Benjamin, Ex-Freund von Lea geht für ein Hilfsprojekt ins Ausland |
| Lukas Karlsch    | Thomas „Tom“ Tabarius    | 1–46        | 2013–2016 | Student, zweitältester Sohn von Andreas und Natalie, Bruder von Lukas, Jo und Jakob, Onkel von Benjamin, Freund von Julius                                       |
| Tom Hoßbach      | Johannes „Jo“ Tabarius   | 1–46        | 2013–2016 | zweitjüngster Sohn von Andreas und Natalie, Bruder von Lukas, Tom und Jakob, Onkel von Benjamin, Freund von Susanne                                              |
| Maurizio Magno   | Jakobus „Jakob“ Tabarius | 1–24        | 2013–2015 | jüngster Sohn von Andreas und Natalie, Bruder von Lukas, Tom und Jo, Onkel von Benjamin geht auf ein Internat für Hochbegabte                                    |
| Max Krauthausen  | Bartholomäus „Bart“ Rix  | 23–39       | 2015–2016 | Sohn eines Diplomaten, wohnt vorübergehend im Pfarrhaus zieht zurück zu seiner Familie                                                                           |
| Cordelia Wege    | Marie Büchner            | 35–46       | 2016      | Richterin, Mutter von Tim und Leonie, Freundin von Andreas |
| Carlo Bohnenkamp | Tim Büchner              | 36–46       | 2016      | Sohn von Marie |
| Johanna Hens     | Leonie Büchner           | 37–46       | 2016      | Tochter von Marie |

### Nebendarsteller
| Schauspieler        | Rollenname          | Folgen                | Jahre          | Bemerkungen |
| ------------------- | ------------------- | --------------------- | -------------- | --- |
| Annika Ernst        | Katharina Marquardt | 1–34                  | 2013–2016      | Gemeindesekretärin, Antiquitätenhändlerin, Ex-Freundin von Andreas                                                                                     |
| Tamara Rohloff      | Constanze Abels     | 1–22                  | 2013–2014      | Vorsitzende des Kirchenvorstandes, lebt nun in Berlin                                                                                                  |
| Annette Strasser    | Anna Breckwoldt     | 1–22                  | 2013–2014      | Mitglied des Kirchenvorstandes, Vorsitzende des Kirchenvorstandes (Folge 20–21)                                                                        |
| Wilfried Dziallas   | Willi Kockelkorn    | 1–46                  | 2013–2016      | Küster/Friedhofsgärtner |
| Julia Malik         | Natalie Tabarius †  | 1–22                  | 2013–2014      | Ehefrau von Andreas, Mutter von Jo, Tom, Lukas und Jakob, erscheint in Andreas’ Erinnerungen                                                           |
| Jochen Kolenda      | Hieronymus Voigt    | 1–2, 8, 15, 21–22, 28 | 2013–2015      | Superintendent (bis Staffel 3), erkrankt an Alzheimer                                                                                                  |
| Linn Müller         | Susanne Strack      | 7, 22, 40–46          | 2013–2016      | Freundin von Jo |
| Julia-Maria Köhler  | Christine Larsen    | 11–22                 | 2014           | Chorleiterin, lebt nun auf Teneriffa |
| Paul Falk           | Julius              | 11–21 31–42           | 2014 2015–2016 | Freund von Tom |
| Hansjürgen Hürrig   | Richard Tabarius †  | 12 40                 | 2014 2016      | ehemaliger Pfarrer, Freund bzw. Ehemann von Ewa, Vater von Andreas, Großvater von Jo, Tom, Lukas und Jakob, Urgroßvater von Benjamin (Tod in Folge 40) |
| Karolina Lodyga     | Ewa Tabarius        | 12 40                 | 2014 2016      | Pflegerin, Freundin bzw. Ehefrau bzw. Witwe von Richard Tabarius (Hochzeit zwischen Folge 12 und 40)                                                   |
| Katrin Heß          | Lea Mommsen         | 13–46                 | 2014–2016      | neue Gemeindesekretärin, ehemalige Friseurin, Ex-Freundin von Lukas Tabarius, Mutter von Benjamin                                                      |
| Lee Rychter         | Marc Wenkstern      | 15–22 35, 43, 46      | 2014 2016      | Pfarrer, Personaldezernent (Staffel 4) |
| Carin C. Tietze     | Astrid Kurland      | 23–46                 | 2015–2016      | Vorsitzende des Kirchenvorstandes, Freundin von Philip Glees                                                                                           |
| Rainer Laupichler   | Reiner Bosheim      | 25                    | 2015           | Großvater |
| Bernhard Bettermann | Philip Glees        | 25–46                 | 2015–2016      | Friedhofsgärtner, Freund von Astrid Kurland |
| Irene Rindje        | Anneliese Engel     | 25–46                 | 2015–2016      | Putzfrau |

## Drehort
Drehort für die Außenaufnahmen war die Kartäuserkirche in Köln.

## Beratung
Mathias Bonhoeffer, Pfarrer an der Kartäuserkirche und Großneffe von Dietrich Bonhoeffer, beriet den Schauspieler Simon Böer, der römisch-katholischen Glaubens ist.